# Jamesbrittenia fimbriata
Jamesbrittenia fimbriata är en flenörtsväxtart som beskrevs av O.M. Hilliard. Jamesbrittenia fimbriata ingår i släktet Jamesbrittenia och familjen flenörtsväxter. Inga underarter finns listade i Catalogue of Life.